# Cole Schwindt
Cole Schwindt, född 25 april 2001, är en kanadensisk professionell ishockeyforward som är kontrakterad till Florida Panthers i National Hockey League (NHL) och spelar för Charlotte Checkers i American Hockey League (AHL).
Han har tidigare spelat för Syracuse Crunch i AHL och Mississauga Steelheads i Ontario Hockey League (OHL).
Schwindt draftades av Florida Panthers i sjätte rundan i 2019 års draft som 177:e spelare totalt.

## Statistik
| 2015–2016  | Kitchener Jr. Rangers  | AH         | —   | —  | —  | —   | —  | 1  | 0 | 0 | 0 | 0 |
| 2016–2017  | Kitchener Jr. Rangers  | AH         | 31  | 12 | 15 | 27  | 30 | 13 | 2 | 2 | 4 | 6 |
| 2017–2018  | Mississauga Steelheads | OHL        | 66  | 8  | 10 | 18  | 20 | 6  | 0 | 1 | 1 | 0 |
| 2018–2019  | Mississauga Steelheads | OHL        | 68  | 19 | 30 | 49  | 25 | 4  | 1 | 0 | 1 | 2 |
| 2019–2020  | Mississauga Steelheads | OHL        | 57  | 28 | 43 | 71  | 31 | —  | — | — | — | — |
| 2020–2021  | Syracuse Crunch        | AHL        | 10  | 1  | 1  | 2   | 10 | —  | — | — | — | — |
| 2021–2022  | Florida Panthers       | NHL        | 1   | 0  | 0  | 0   | 0  | —  | — | — | — | — |
|            | Charlotte Checkers     | AHL        | 25  | 9  | 8  | 17  | 9  | —  | — | — | — | — |
| NHL totalt | NHL totalt             | NHL totalt | 1   | 0  | 0  | 0   | 0  | —  | — | — | — | — |
| AHL totalt | AHL totalt             | AHL totalt | 35  | 10 | 9  | 19  | 19 | —  | — | — | — | — |
| OHL totalt | OHL totalt             | OHL totalt | 191 | 55 | 83 | 138 | 76 | 10 | 1 | 1 | 2 | 2 |